# زنبق‌زیان
زنبق‌زیان(نام علمی: Crinozoa) نام یک زیرشاخه از شاخه خارپوستان است.